# Commodore 1581

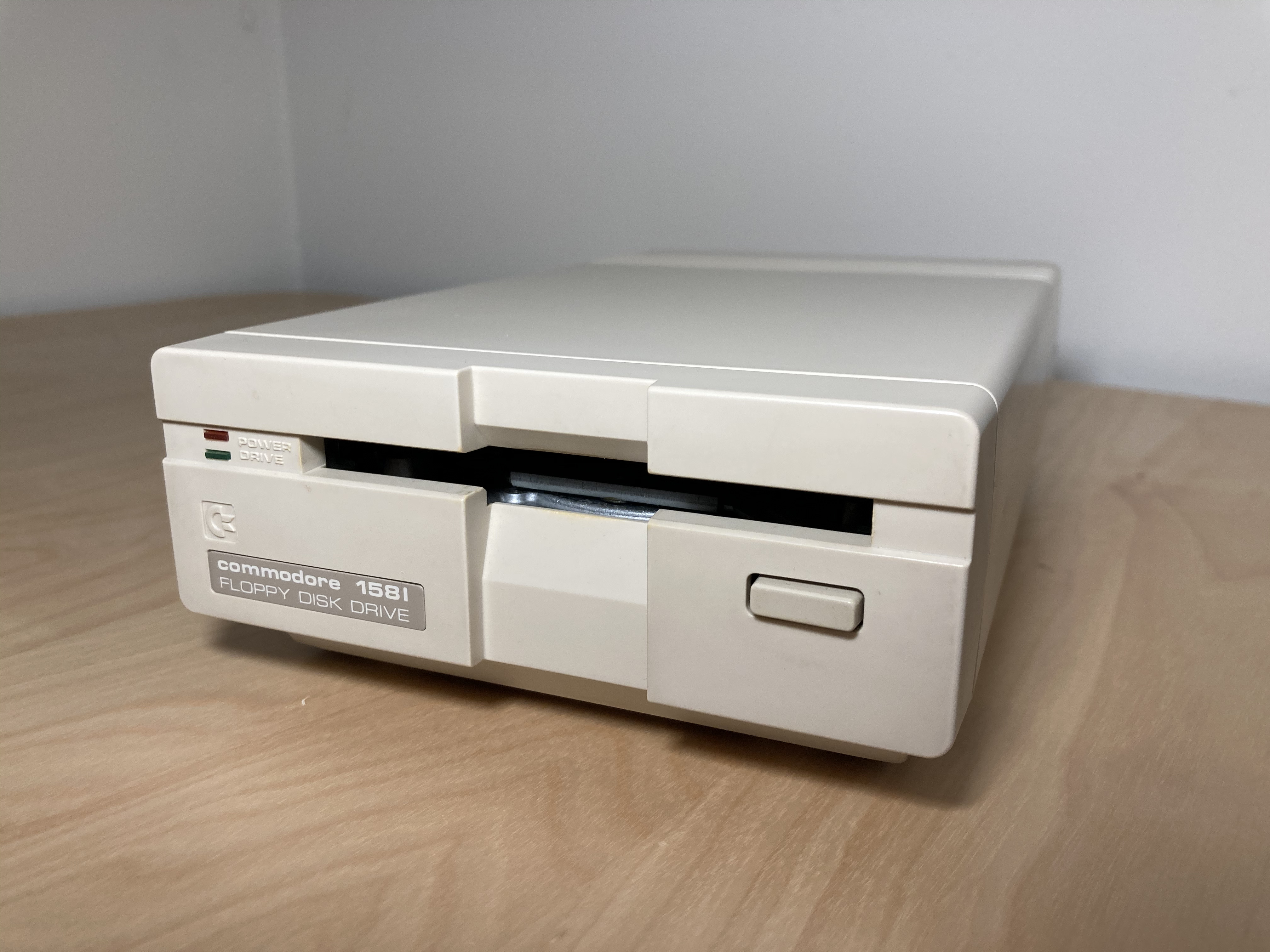
Commodore 1581

Il Commodore 1581 è un drive da dischi floppy a 3,5 pollici a doppia faccia e doppia densità prodotto dalla Commodore Business Machines per i suoi computer Commodore 64 e Commodore 128.

## Storia
Fu messo in commercio nel 1987, rappresentando un'alternativa ai drive da 5,25 pollici Commodore 1541 e 1571; questi comunque rimasero più diffusi e la produzione di software commerciale per le macchine Commodore su dischi da 3,5" fu minoritaria, e l'unità fu venduta principalmente assieme al sistema operativo GEOS, soprattutto negli USA.
Dal 1991, la Creative Micro Designs produsse il FD-2000, un drive ad alta densità per dischi da 1,6 MB, e il FD-4000 a densità estesa (3,2 MB) da 3,5": entrambi fornivano una emulazione del 1581, 1571 e 1541.

## Caratteristiche tecniche
Secondo il manuale era compatibile anche con Commodore 16, Plus/4 e VIC-20. I dischi supportati erano a 3,5 pollici a doppia faccia e doppia densità e potevano contenere fino a un massimo di 800 kilobyte con un formato MFM, differente da quelli MS-DOS (720 kB) e Amiga (880 kB). 
Come il 1541 e il 1571, il 1581 ha una CPU MOS Technology 6502 con una propria ROM, una propria RAM e una versione seriale dell'interfaccia IEEE-488. La ROM è da 32 kB e la RAM da 8 kB, contro i 2 kB dei modelli precedenti. Il trasferimento dei dati con il Commodore 64 è stato velocizzato del 60%. Sul retro ci sono due porte seriali (la seconda per eventuali collegamenti a cascata) e due switch per impostare il numero di dispositivo. L'alimentatore, esterno, ha un consumo di 10 W.
L'apparecchio è dotato di una serie di nuovi comandi Commodore DOS, qui giunto alla versione 10, in aggiunta a quelli del 1541 e del 1571. Il 1581 aggiunse il supporto alle partizioni e alla creazione di subdirectory. Implementa anche una modalità veloce (accesso burst mode), che permette l'uso di diversi formati MFM, da 256 a 1024 byte per settore. Il 1581 fornisce uno spazio libero di 3160 blocchi dopo una formattazione (un blocco è di 256 byte). Il numero massimo di file per directory è di 296.
A causa del diverso formato del disco (80 tracce) e dei settori (40 fissi per traccia, mentre nei DOS precedenti erano variabili), non è possibile la copiatura con il 1581 di programmi scritti su dischi tradizionali, se tali programmi fanno riferimenti diretti a traccia e settore anziché sfruttare normalmente la directory, o usano il disco in altri modi non canonici. Era il caso ad esempio del videogioco Marble Madness o dell'utility VIP Terminal, non copiabili dal 1581.

## Specifiche
- CPU: MOS Technology 6502 a 2 MHz
- RAM: 8 kB

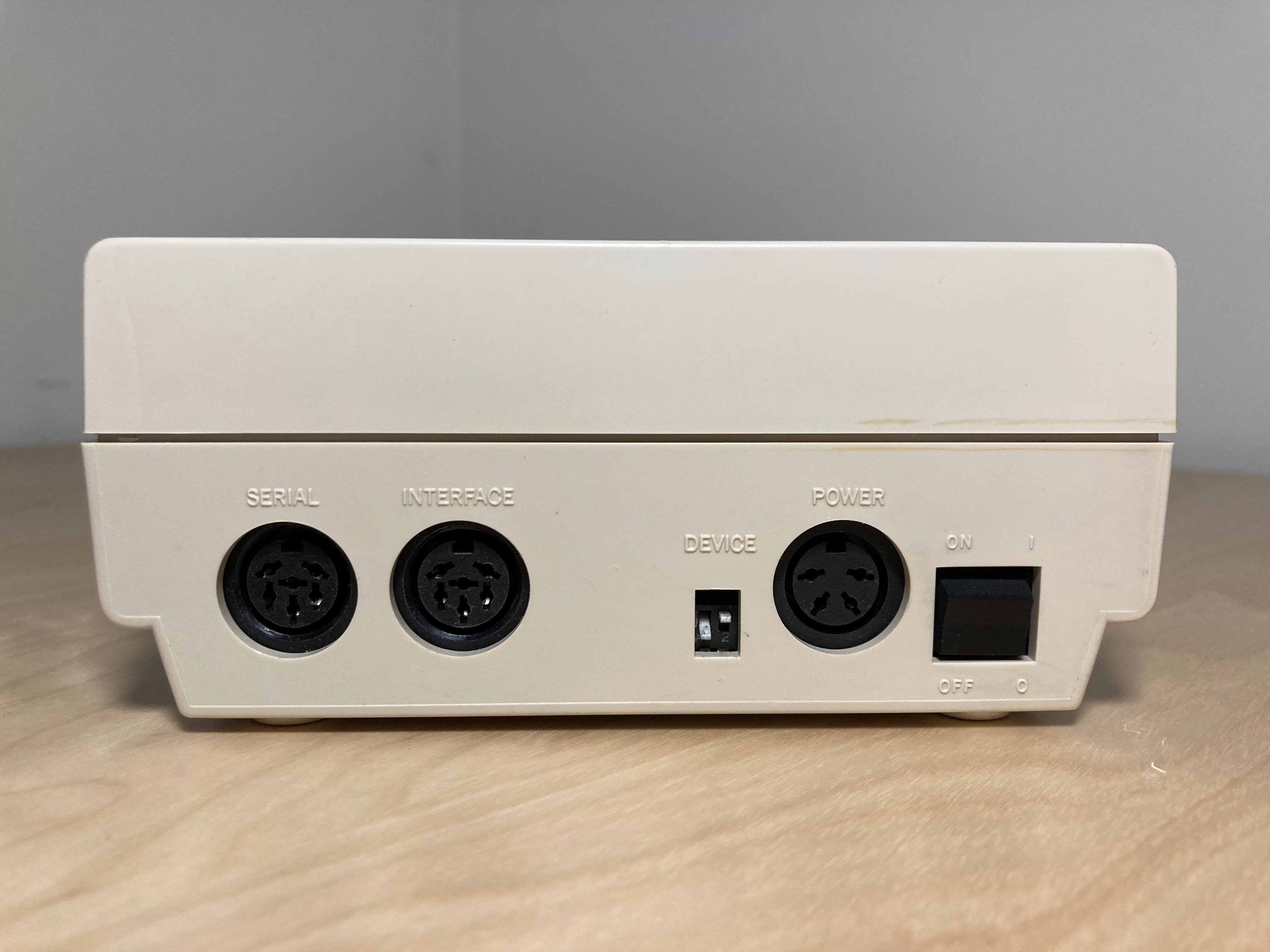
Retro

- ROM: 32 KB, contenente il Commodore DOS versione 10
- Protocolli di trasferimento: seriale standard e veloce burst mode;
- Dischi: 3½ pollici
- Formato: MFM, doppia densità, doppia faccia
- Capacità: 1 MB non formattata, 800 kB formattata
- Interfaccia: proprietaria seriale IEEE-488
- Dimensioni: 140 x 230 x 63 mm
- Peso: 1,4 kg